# یوهان فن بنتم

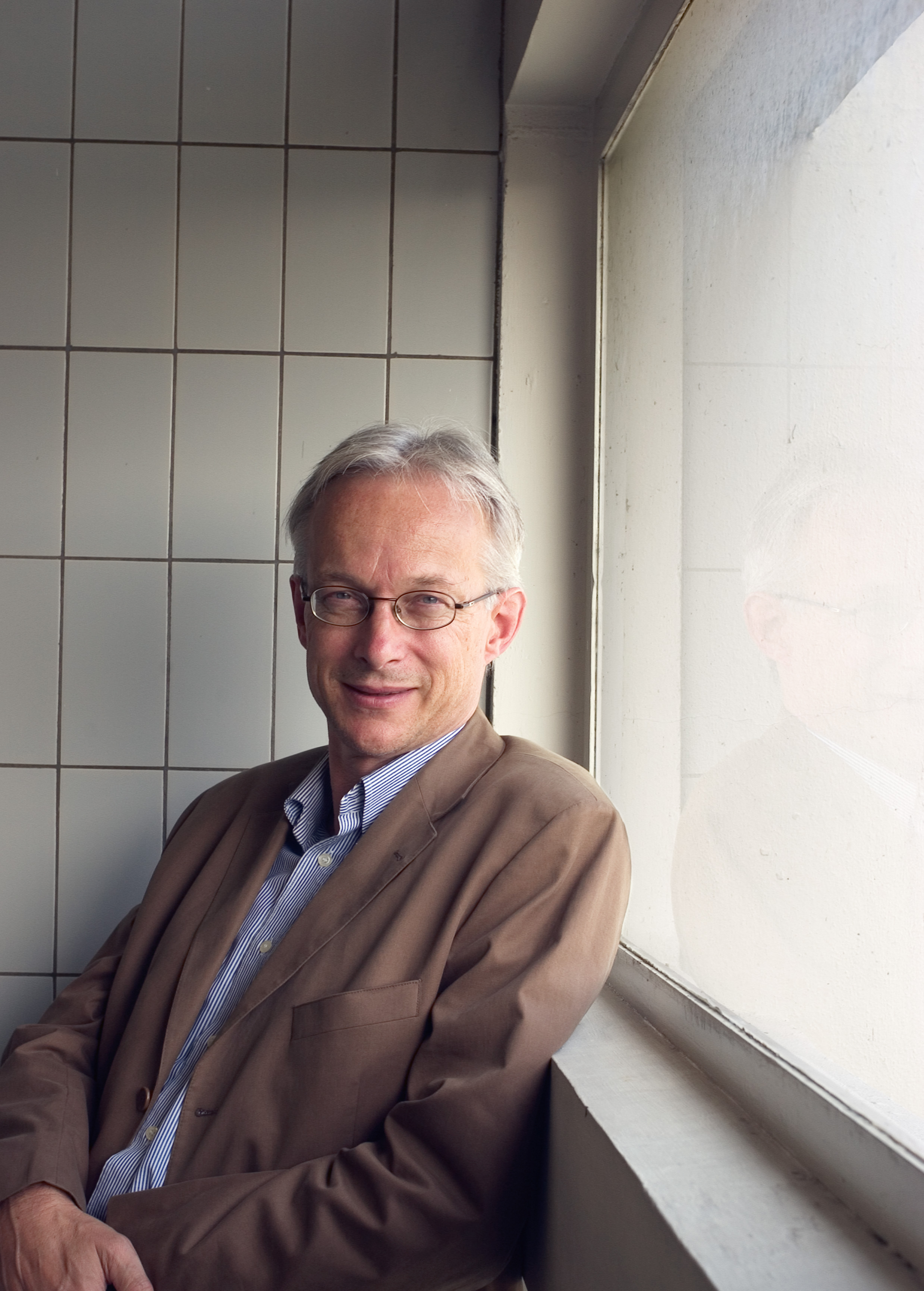
نگارهٔ یوهان فن بنتم، استاد درس منطق - ۱۹۹۶

یوهان فن بنتم (متولد ۱۲ ژوئن ۱۹۴۹ در هلند) است. او کرسی استادی درس منطق در دانشگاه آمستردام هلند را داراست. بنتم در سال ۱۹۹۶ برندهٔ جایزه اسپینوزا شده‌است.